# Christel Fiebiger
Christel Fiebiger (ur. 29 grudnia 1946 w Uenze w gminie Plattenburg w powiecie Prignitz) – niemiecka polityk, rolnik, działaczka komunistyczna, w latach 1999–2004 deputowana do Parlamentu Europejskiego.

## Życiorys
Kształciła się w wyższej szkole rolniczej w Güstrow. Pracowała jako rolnik w państwowym przedsiębiorstwie rolnym (Landwirtschaftliche Produktionsgenossenschaft). Była też wykładowcą w szkole rolniczej w Meißen, w 1989 została prezesem rolniczej spółdzielni produkcyjnej.
Od 1969 należała do Socjalistycznej Partii Jedności Niemiec. Była radną gminną, wchodziła w skład organów zrzeszeń rolniczych. Po upadku NRD została członkinią PDS i następnie Die Linke. Od 1990 do 1999 była posłanką do landtagu w Brandenburgii.
W 1999 uzyskała mandat posłanki do Parlamentu Europejskiego V kadencji. Należała do grupy Zjednoczonej Lewicy Europejskiej i Nordyckiej Zielonej Lewicy, pracowała w Komisji Rolnictwa i Rozwoju Obszarów Wiejskich. W PE zasiadała do 2004. Została później radną gminną w Karstädt.